# هوغو كريستيانسن
هوغو كريستيانسن (بالدنماركية: Hugo Christiansen)‏ هو مجدف دنماركي، ولد في 5 يوليو 1940 في كوبنهاغن في الدنمارك.

## وصلات خارجية
- هوغو كريستيانسن على موقع الاتحاد الدولي للتجديف (الإنجليزية)
- هوغو كريستيانسن على موقع اللجنة الأولمبية الدولية (الإنجليزية)
- هوغو كريستيانسن على موقع أوليمبيديا (الإنجليزية)